# Гауссові біноміальні коефіцієнти
Гауссові біноміальні коефіцієнти (а також гауссові коефіцієнти, гауссові многочлени або q-біноміальні коефіцієнти) — це q-аналог біноміальних коефіцієнтів. Гауссів біноміальний коефіцієнт {\displaystyle \textstyle {\binom {n}{k}}_{q}} — це многочлен від q з цілими коефіцієнтами, значення якого, якщо покласти q рівним степеню простого числа, підраховує число підпросторів розмірності k у векторному просторі многовиду n над скінченним полем з q елементами.

## Визначення
Гауссові біноміальні коефіцієнти визначають так:
{\displaystyle {m \choose r}_{q}={\begin{cases}{\frac {(1-q^{m})(1-q^{m-1})\cdots (1-q^{m-r+1})}{(1-q)(1-q^{2})\cdots (1-q^{r})}}&r\leqslant m\\0&r>m\end{cases}}} ,
де m і r — невід'ємні цілі числа.
У статті Смирнова і книзі Васильєва замість круглих дужок використано квадратні:
{\displaystyle \left[{\begin{array}{c}m\\r\\\end{array}}\right]_{q}}
для {\displaystyle r=0} значення дорівнює 1, оскільки чисельник і знаменник є порожніми добутками. Хоча формула в першому виразі є раціональною функцією, насправді вона задає многочлен. Зауважимо, що формулу можна застосувати для {\displaystyle r=m+1}, що дає 0 через наявність множника {\displaystyle 1-q^{0}=0} в чисельнику згідно з другим виразом (для будь-якого більшого r множник 0 присутній у чисельнику, але подальші прості множники будуть із негативними степенями q, тому явний другий вираз зручніший). Усі множники в чисельнику і знаменнику діляться на 1 − q з часткою у вигляді q-числа:
{\displaystyle [k]_{q}={\frac {1-q^{k}}{1-q}}=\sum _{0\leqslant i<k}q^{i}=1+q+q^{2}+\cdots +q^{k-1};}
Це дає еквівалентну формулу
{\displaystyle {m \choose r}_{q}={\frac {[m]_{q}[m-1]_{q}\cdots [m-r+1]_{q}}{[1]_{q}[2]_{q}\cdots [r]_{q}}}\quad (r\leqslant m),}
яка робить очевидним факт, що підстановка {\displaystyle q=1} в {\displaystyle {\tbinom {m}{r}}_{q}} дає звичайний біноміальний коефіцієнт {\displaystyle {\tbinom {m}{r}}}. У термінах q-факторіала {\displaystyle [n]_{q}!=[1]_{q}[2]_{q}\cdots [n]_{q}} формулу можна переписати як
{\displaystyle {m \choose r}_{q}={\frac {[m]_{q}!}{[r]_{q}!\,[m-r]_{q}!}}\quad (r\leqslant m)}
Ця компактна форма (яку часто дають як визначення), однак, приховує існування багатьох спільних множників в чисельнику і знаменнику. Цей вигляд робить очевидною симетрію {\displaystyle {\tbinom {m}{r}}_{q}={\tbinom {m}{m-r}}_{q}} для {\displaystyle r\leqslant m}.
На відміну від звичайного біноміального коефіцієнта, гауссів біноміальний коефіцієнт має скінченні значення для {\displaystyle m\rightarrow \infty } (границя має аналітичний сенс для {\displaystyle |q|<1}):
{\displaystyle {\infty  \choose r}_{q}=\lim _{m\rightarrow \infty }{m \choose r}_{q}={\frac {1}{[r]_{q}!\,(1-q)^{r}}}}

## Приклади
{\displaystyle {0 \choose 0}_{q}={1 \choose 0}_{q}=1}
{\displaystyle {1 \choose 1}_{q}={\frac {1-q}{1-q}}=1}
{\displaystyle {2 \choose 1}_{q}={\frac {1-q^{2}}{1-q}}=1+q}
{\displaystyle {3 \choose 1}_{q}={\frac {1-q^{3}}{1-q}}=1+q+q^{2}}
{\displaystyle {3 \choose 2}_{q}={\frac {(1-q^{3})(1-q^{2})}{(1-q)(1-q^{2})}}=1+q+q^{2}}
{\displaystyle {4 \choose 2}_{q}={\frac {(1-q^{4})(1-q^{3})}{(1-q)(1-q^{2})}}=(1+q^{2})(1+q+q^{2})=1+q+2q^{2}+q^{3}+q^{4}}

## Комбінаторний опис
Замість цих виразів алгебри, можна також дати комбінаторне визначення гауссових біноміальних коефіцієнтів. Звичайний біноміальний коефіцієнт {\displaystyle {\tbinom {m}{r}}} підраховує r-сполуки, вибрані зі множини з m елементами. Якщо розподілити m елементів як різні символи в слові довжини m то кожна r-сполука відповідає слову довжини m складеному з алфавіту з двома буквами, скажімо, {0,1}, з r копіями букви 1 (яка вказує, що букву вибрано) і з m − r копіями букви 0 (для решти позицій).
Слова {\displaystyle {4 \choose 2}=6}, Що використовують нулі і одиниці, це 0011, 0101, 0110 1001, 1010, 1100.
Щоб отримати з цієї моделі гауссів біноміальний коефіцієнт {\displaystyle {\tbinom {m}{r}}_{q}}, достатньо порахувати кожне слово з множником qd, де d дорівнює числу «інверсій» у слові — число пар позицій, для яких ліва позиція пари дорівнює 1, а права позиція містить 0 у слові. Наприклад, існує одне слово з 0 інверсіями, 0011. Є одне слово з однією інверсією, 0101. Є два слова з двома інверсіями, 0110 і 1001. Існує одне слово з трьома інверсіями, 1010, і, нарешті, одне слово з чотирма інверсіями, 1100. Це відповідає коефіцієнтам у {\displaystyle {4 \choose 2}_{q}=1+q+2q^{2}+q^{3}+q^{4}}.
Можна показати, що так певні многочлени задовольняють тотожностям Паскаля, наведеним нижче, а тому збігаються з многочленами, визначеними алгебрично. Візуальний спосіб побачити це визначення — зіставити кожному слову шлях через прямокутну решітку з висотою r і шириною m − r з нижнього лівого кута в правий верхній кут, при цьому крок вправо робиться для літери 0 і крок вгору для літери 1. Тоді число інверсій у слові дорівнює площі частини прямокутника знизу під шляхом.

## Властивості
Подібно до звичайних біноміальних коефіцієнтів гауссові біноміальні коефіцієнти контрсиметричні, тобто інваріантні відносно відображення {\displaystyle r\rightarrow m-r}:
{\displaystyle {m \choose r}_{q}={m \choose m-r}_{q}.}
Зокрема,
{\displaystyle {m \choose 0}_{q}={m \choose m}_{q}=1\,,}
{\displaystyle {m \choose 1}_{q}={m \choose m-1}_{q}={\frac {1-q^{m}}{1-q}}=1+q+\cdots +q^{m-1}\quad m\geqslant 1\,.}
Назва гауссів біноміальний коефіцієнт пояснюється фактом, що його значення в точці {\displaystyle q=1} дорівнює
{\displaystyle \lim _{q\to 1}{m \choose r}_{q}={m \choose r}}
для всіх m і r.
Аналоги тотожностей Паскаля для гауссових біноміальних коефіцієнтів
{\displaystyle {m \choose r}_{q}=q^{r}{m-1 \choose r}_{q}+{m-1 \choose r-1}_{q}}
і
{\displaystyle {m \choose r}_{q}={m-1 \choose r}_{q}+q^{m-r}{m-1 \choose r-1}_{q}.}
Є аналоги біноміальних формул і узагальнені ньютонові версії їх для від'ємних цілих степенів, хоча в першому випадку гауссові біноміальні коефіцієнти не з'являються як коефіцієнти:
{\displaystyle \prod _{k=0}^{n-1}(1+q^{k}t)=\sum _{k=0}^{n}q^{k(k-1)/2}{n \choose k}_{q}t^{k}}
і
{\displaystyle \prod _{k=0}^{n-1}{\frac {1}{(1-q^{k}t)}}=\sum _{k=0}^{\infty }{n+k-1 \choose k}_{q}t^{k}.}
і при {\displaystyle n\rightarrow \infty } тотожності перетворюються на
{\displaystyle \prod _{k=0}^{\infty }(1+q^{k}t)=\sum _{k=0}^{\infty }{\frac {q^{k(k-1)/2}t^{k}}{[k]_{q}!\,(1-q)^{k}}}}
і
{\displaystyle \prod _{k=0}^{\infty }{\frac {1}{(1-q^{k}t)}}=\sum _{k=0}^{\infty }{\frac {t^{k}}{[k]_{q}!\,(1-q)^{k}}}.}
Перша тотожність Паскаля дозволяє обчислити гауссові біноміальні коефіцієнти рекурсивно (відносно m), використовуючи початкові «граничні» значення
{\displaystyle {m \choose m}_{q}={m \choose 0}_{q}=1}
І, між іншим, показує, що гауссові біноміальні коефіцієнти є реально многочленами (від q). Друга тотожність Паскаля випливає з першої за допомогою підстановки {\displaystyle r\rightarrow m-r} і інваріантності гауссових біноміальних коефіцієнтів відносно відбиття {\displaystyle r\rightarrow m-r}. З тотожностей Паскаля випливає
{\displaystyle {m \choose r}_{q}={{1-q^{m}} \over {1-q^{m-r}}}{m-1 \choose r}_{q}}
що приводить (при ітераціях для m, m — 1, m — 2 ,….) до виразу для гауссових біноміальних коефіцієнтів, як у визначенні вище.

## Застосування
Гауссові біноміальні коефіцієнти з'являються в підрахунку симетричних многочленів і в теорії розбиття чисел. Коефіцієнт q r в
{\displaystyle {n+m \choose m}_{q}}
є числом розбиттів числа r на m або менше частин, кожна з яких не більша від n. Еквівалентно, це також число розбиттів числа r на n або менше частин, кожна з яких не більша від m.
Гауссові біноміальні коефіцієнти відіграють також важливу роль у перерахуванні проєктивних просторів, визначених над скінченним полем. Зокрема, для будь-якого скінченного поля Fq з q елементами, гауссів біноміальний коефіцієнт
{\displaystyle {n \choose k}_{q}}
підраховує число k-вимірних векторних підпросторів n-вимірного векторного простору над Fq (грассманіан). Якщо розкласти у вигляді многочлена від q, це дає добре відомий розклад грассманіана на комірки Шуберта. Наприклад, гауссів біноміальний коефіцієнт
{\displaystyle {n \choose 1}_{q}=1+q+q^{2}+\cdots +q^{n-1}}
є числом одновимірних підпросторів у (Fq)n (еквівалентно, число точок у асоційованому проєктивному просторі). Більш того, якщо q дорівнює 1 (відповідно, −1), гауссів біноміальний коефіцієнт дає ейлерову характеристику відповідного комплексного (відповідно, дійсного) грассманіана.
Число k-вимірних афінних підпросторів Fqn дорівнює
{\displaystyle q^{n-k}{n \choose k}_{q}}.
Це дозволяє іншу інтерпретацію тотожності
{\displaystyle {m \choose r}_{q}={m-1 \choose r}_{q}+q^{m-r}{m-1 \choose r-1}_{q}}
як підрахунок (r − 1)-вимірних підпросторів (m − 1)-вимірного проєктивного простору для фіксованої гіперплощини і в цьому випадку підраховується кількість підпросторів, що містяться в цій фіксованій гіперплощині. Ці підпростори містяться в бієктивній відповідності з (r — 1)-вимірними афінними підпросторами простору, отриманого тлумаченням цієї фіксованої гіперплощини як гіперплощини на нескінченності.
У теорії квантових груп прийнято дещо відмінні угоди у визначенні. Квантові біноміальні коефіцієнти рівні
{\displaystyle q^{k^{2}-nk}{n \choose k}_{q^{2}}}.
Ця версія квантового біноміального коефіцієнта симетрична відносно {\displaystyle q} і {\displaystyle q^{-1}}.

## Трикутники
Гауссові біноміальні коефіцієнти можна розташувати у вигляді трикутника для кожного q і цей трикутник для q = 1 збігається з трикутником Паскаля.
Якщо розміщувати рядки цих трикутників в один рядок, отримаємо такі послідовності OEIS:
- A022166 для q = 2
- A022167 для q = 3
- A022168 для q = 4
- A022169 для q = 5
- A022170 для q = 6
- A022171 для q = 7
- A022172 для q = 8
- A022173 для q = 9
- A022174 для q = 10